# Clanis acuta
Clanis acuta är en fjärilsart som beskrevs av Clayton Dissinger Mell 1922. Clanis acuta ingår i släktet Clanis och familjen svärmare. Inga underarter finns listade i Catalogue of Life.